# 싱크로나이즈드 스케이팅

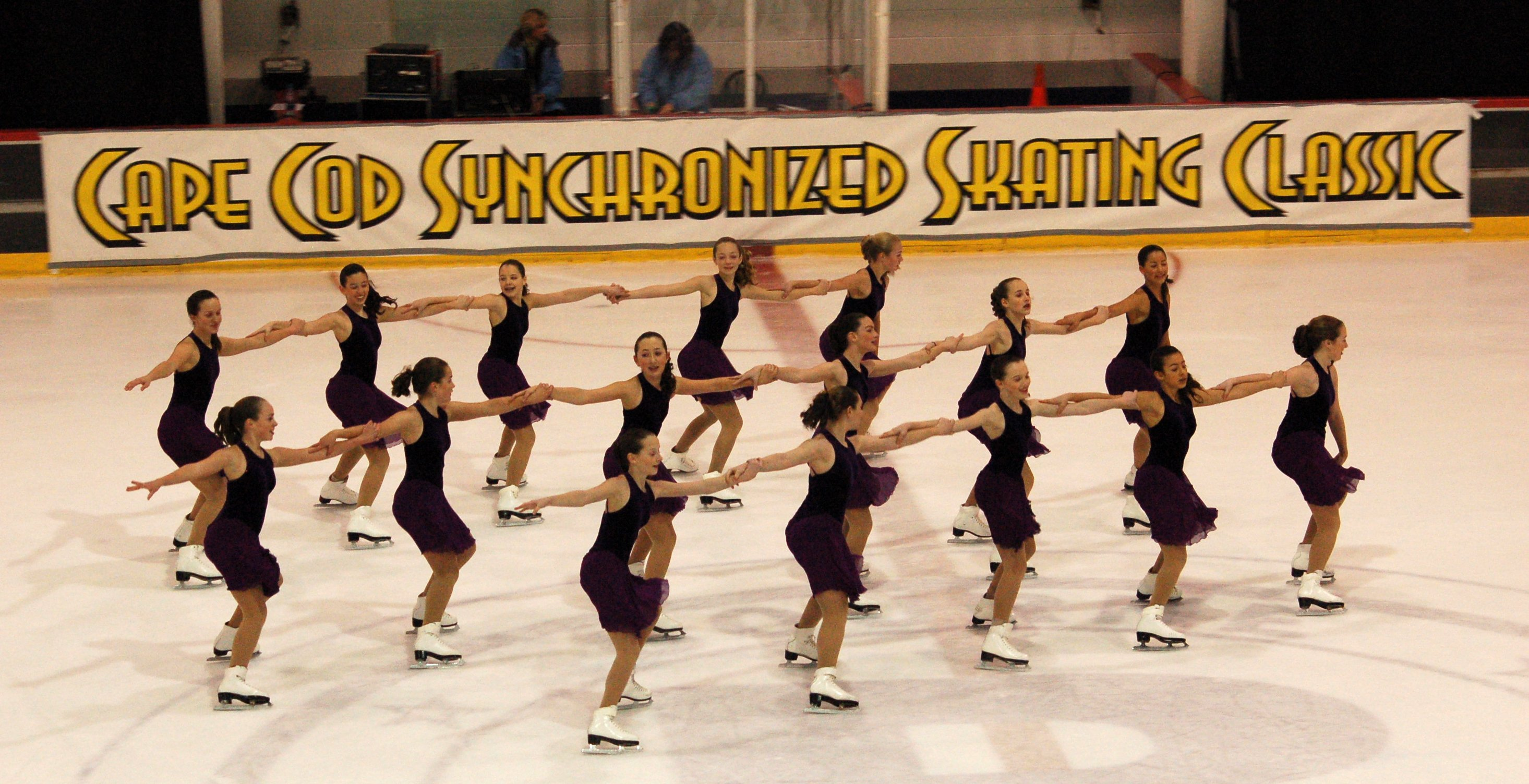

싱크로나이즈드 스케이팅(영어: Synchronized skating)은 피겨 스케이팅의 일종으로 얼음의 싱크로 경기에 해당한다. 2000년 3월 미국 미니애폴리스에서 제1회 세계 선수권 대회가 열렸다. 올림픽 종목에는 포함되지 않는다.